# Capivari do Sul
Capivari do Sul egy község (município) Brazíliában, Rio Grande do Sul államban. 2020-ban népességét 4728 főre becsülték.

## Elnevezése
A capivari vízidisznót (kapibara) jelent az őslakosok nyelvén. A környéken áthaladó folyó mellett nagyon sok vízidisznó él, így róluk nevezték el a helyet és magát a folyót is (Rio Capivari). Mikor a község független lett, hozzátoldották a do Sul (déli) jelzőt, mert az országban már voltak Capivari nevű községek.

## Története
1839-ben Giuseppe Garibaldi itt szervezte meg a Farroupilha-felkelés további stratégiáját, és innen indult északra a Tramandaí folyó felé.
Capivarit 1980-ban nyilvánították Osório község kerületévé, majd 1982-ben az Osórioból kiváló Palmares do Sul része lett. 1995-ben kivált Palmares do Sulból, és 1997-ben független községgé alakult Capivari do Sul név alatt.

## Leírása
Az állam keleti részén, sík területen helyezkedik el. Székhelye Capivari do Sul város, mely a RS-040 és RSC-101 országutak találkozásánál fekszik, 78 kilométerre Porto Alegretól és 42 kilométerre Osóriótól. A község további kerületei Rancho Velho és Santa Rosa. Lakossága portugálokból, olaszokból, spanyolokból, németekből, afrikai rabszolgák leszármazottaiból áll, az emberek mezőgazdasággal, állattenyésztéssel, fafeldolgozással foglalkoznak.